# رودو
رودو (به لاتین: Roodu) یک روستا در استونی است که در دهستان کوتلا واقع شده‌است.